# Miami Crisis
Miami Crisis è un videogioco d'avventura del 2009 sviluppato da Hudson Soft per Nintendo DS. Il videogioco è stato distribuito in America del Nord con il titolo Miami Law da Gaijinworks, che ne ha curato la localizzazione in inglese.

## Trama
Ambientato a Miami, il videogioco segue le vicende del poliziotto Martin Law e dell'agente dell'FBI Sara Starling.